# Ngày Quốc tế Hạnh phúc
Ngày Quốc tế Hạnh phúc hay là Ngày Hạnh phúc (International Day of Happiness) là ngày 20 tháng 3 hàng năm, kể từ năm 2013. Ngày này là ý tưởng của chuyên gia Liên Hợp Quốc Jayme Illien đưa ra nhằm tôn vinh, phát triển và nâng cao hạnh phúc trên toàn cầu. Trong năm 2011, Illien đã đưa ra ý tưởng và khái niệm về việc tạo ra một ngày mới toàn cầu về nhận thức, Ngày Quốc tế Hạnh phúc, cho các quan chức cấp cao của Liên Hợp Quốc.
Ngày lễ quốc tế này được Đại hội đồng Liên Hiệp quốc quyết định chính thức khi tất cả 193 quốc gia thành viên nhất trí thông qua Nghị quyết A/RES/66/281 ngày 20 tháng 6 năm 2012, chọn để tôn vinh niềm hạnh phúc của nhân loại trên thế giới và với mục tiêu không chỉ là ngày mang ý nghĩa biểu tượng đơn thuần, mà còn là ngày của hành động, tích cực và nỗ lực nhiều hơn để xây dựng thế giới đại đồng, đem lại hạnh phúc cho người người trên trái đất.

## Tổng quan

### Khởi thủy

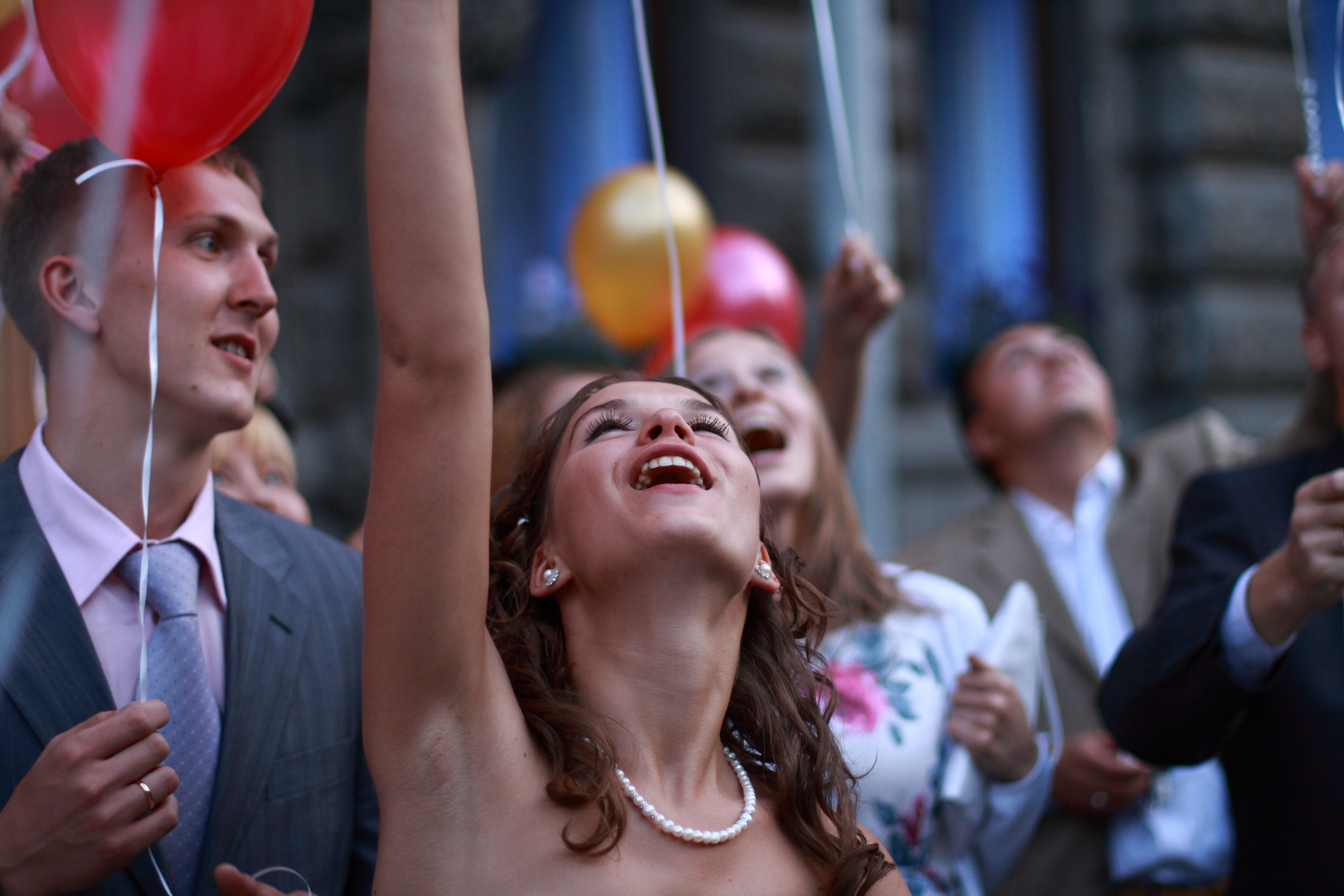
Niềm vui

Ngày Quốc tế Hạnh phúc được lấy từ ý tưởng của Vương quốc Bhutan được đánh giá là nước có chỉ số hạnh phúc cao dựa trên các yếu tố như sức khỏe, tinh thần, giáo dục, môi trường, chất lượng quản lý và mức sống và chất lượng sống của người dân. Từ những năm đầu tiên của thập kỷ 70 thế kỷ XX, Bhutan là quốc gia đã ghi nhận vai trò của hạnh phúc quốc gia hơn là thu nhập quốc gia bằng việc thực thi mục tiêu tổng hạnh phúc quốc gia thay vì tổng sản phẩm quốc nội. Họ cho rằng nhu cầu về Ngày Hạnh phúc này là đối với tất cả quốc gia và con người trên toàn thế giới để có những bước vượt lên trên sự khác biệt giữa các nước và con người trên toàn thế giới, và liên kết, đoàn kết toàn nhân loại.
Ngày Quốc tế Hạnh phúc còn khởi nguồn từ nhu cầu về một cách tiếp cận tăng trưởng kinh tế cân bằng, hợp tình hợp lý hơn, nhằm thúc đẩy sự phát triển bền vững, xóa nghèo và phấn đấu vì hạnh phúc và sự thịnh vượng cho tất cả mọi người và xuất phát từ nguyện vọng mỗi người hãy chọn cho mình một quan niệm đúng về hạnh phúc, quan tâm đến vấn đề cốt lõi nhất trong sự tồn tại là làm sao tìm được thật nhiều niềm vui trong cuộc sống, làm lan tỏa những điều tốt đẹp nhất trên khắp hành tinh xanh.

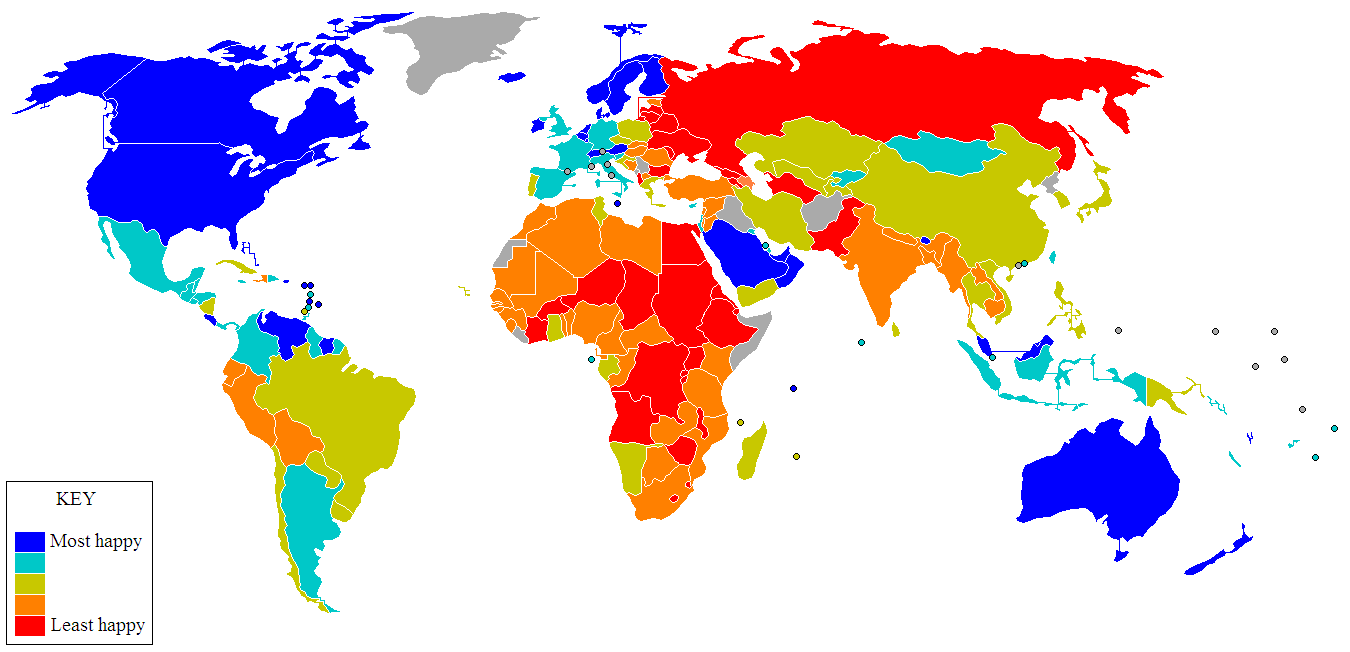
Chỉ số thỏa mãn với đời sống, theo các mức độ Xanh dương = cảm thấy hạnh phúc nhất > Xanh lục > Tím > Cam > Đỏ = ít hạnh phúc, cảm giác bất hạnh nhất; Xám = Không có thông tin

### Ấn định
Ngày này được Tổng thư ký Liên Hợp Quốc Ban Ki-moon chính thức công bố tại một hội nghị của Liên Hợp Quốc từ vào ngày 28 tháng 7 năm 2012. Việc Liên Hợp Quốc chọn ngày 20 tháng 3 là Ngày Quốc tế Hạnh phúc xuất phát từ nguyên nhân đây là ngày đặc biệt trong năm (ngày xuân phân), khi mặt trời nằm ngang đường xích đạo, nên trong ngày này có độ dài ngày và đêm bằng nhau và người ta cho đó là biểu tượng cho sự cân bằng, hài hòa của vũ trụ. Cũng là biểu tượng của sự cân bằng giữa âm và dương, giữa ánh sáng và bóng tối, giữa ước mơ và hiện thực từ đó ngày này được cho là sẽ truyền tải thông điệp rằng cân bằng, hài hòa là một trong những chìa khóa để mang đến hạnh phúc.
Ông nói: 
| “ | Chúng ta cần một mô hình mới cho nền kinh tế, trong đó tôn trọng sự bình đẳng trong ba trụ cột của phát triển bền vững. Phúc lợi về các vấn đề xã hội, kinh tế và môi trường là không thể tách rời. Chúng cùng nhau xác định tổng hạnh phúc toàn cầu. | ” |

Ban Ki-moon cũng tranh thủ nhân đó kêu gọi công dân tất cả các nước cam kết giúp đỡ những người xung quanh, thúc đẩy sự phát triển bền vững và toàn diện của nhân loại bằng tình yêu thương làm lan tỏa hạnh phúc và giúp chúng ta xây dựng một tương lai tốt đẹp hơn để khi tham gia làm việc thiện, bản thân chúng ta cũng nhận lại những điều tốt lành.

## Hưởng ứng

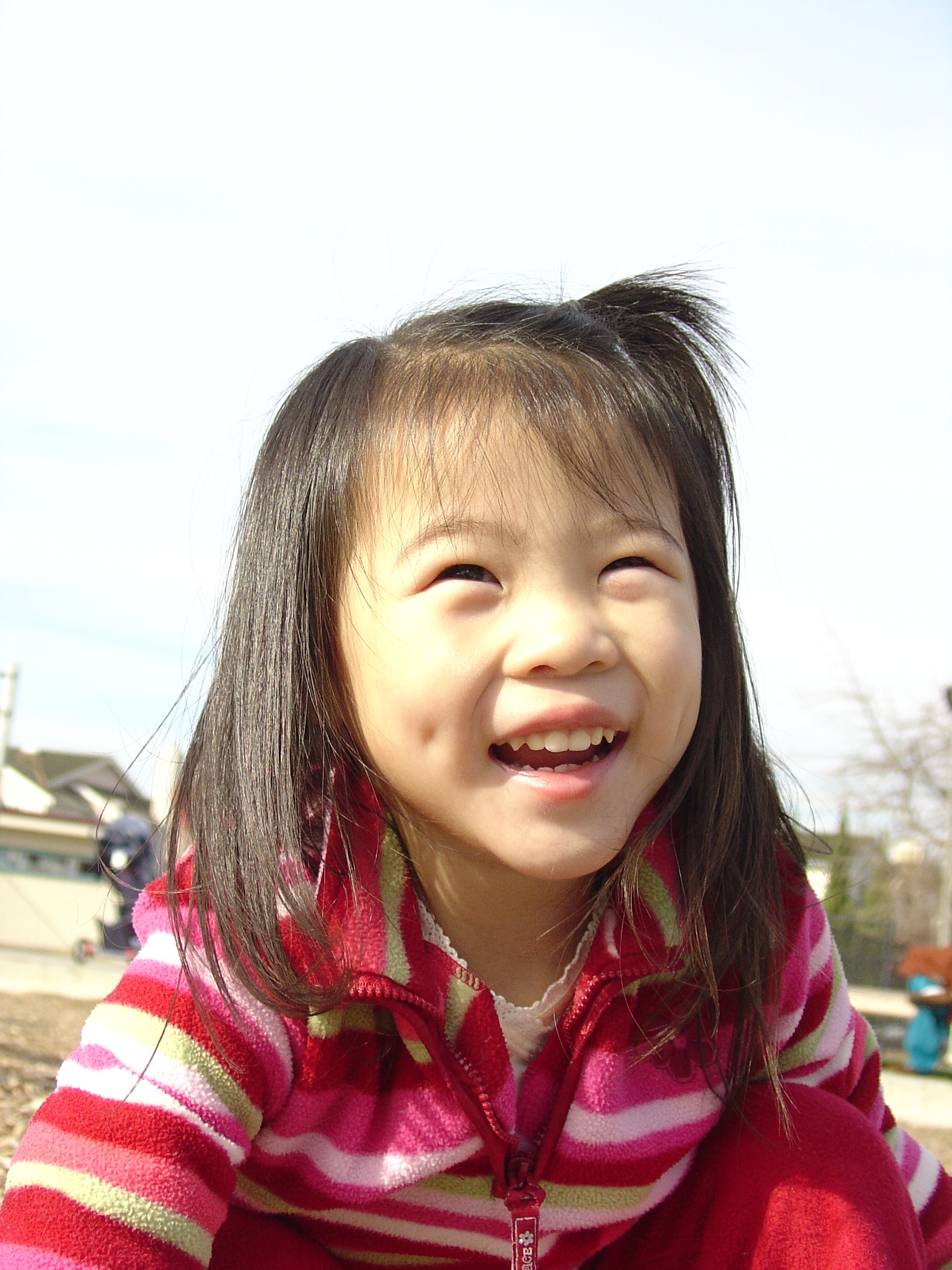
Nụ cười trẻ thơ

Ngày Quốc tế Hạnh phúc sau khi công bố đã được nhiều quốc gia trên thế giới ủng hộ. Đến nay, đã có 193 quốc gia thành viên hưởng ứng và cam kết sẽ ủng hộ ngày này bằng các nỗ lực nâng cao chất lượng cuộc sống, xây dựng xã hội công bằng, phát triển bền vững, nhằm đem lại hạnh phúc cho người dân.
Việt Nam cũng là một trong những quốc gia tích cực trong việc hưởng ứng Ngày quốc tế Hạnh phúc. Khẩu hiệu quốc gia của nước này là Độc lập, Tự do, Hạnh phúc đã trở thành tôn chỉ quốc gia. Hưởng ứng Ngày Quốc tế Hạnh phúc do Liên Hợp Quốc phát động, ngày 26 tháng 12 năm 2013, thủ tướng Nguyễn Tấn Dũng đã ban hành Quyết định số 2589/QĐ-TTg phê duyệt Đề án Tổ chức các hoạt động nhân Ngày Quốc tế Hạnh phúc 20 tháng 3 hằng năm. Năm 2014, lần đầu tiên Việt Nam tổ chức Ngày Quốc tế Hạnh phúc với chủ đề Yêu thương và chia sẻ đem thông điệp tới mọi người hãy yêu thương và chia sẻ cùng nhau trong gia đình, trong dòng tộc, trong mỗi cộng đồng, giữa những người bạn, người đồng chí, trong mỗi đơn vị, cơ quan, trường học đem lại hạnh phúc cho chính bản thân, gia đình và cộng đồng, góp phần phát triển an sinh xã hội, thực hiện mục tiêu xây dựng gia đình no ấm, tiến bộ, hạnh phúc.

## Những lễ kỷ niệm đã qua
2013 Năm đầu tiên của Ngày Quốc tế Hạnh phúc được tổ chức và phát động với Ndaba Mandela, cháu trai của cố Tổng thống Nam Phi Nelson Mandela và Chelsea Clinton, con gái của Tổng thống Mỹ Bill Clinton và Thượng nghị sĩ Mỹ và ứng cử viên tổng thống của đảng Dân chủ Hillary Clinton tại hội nghị TedXTeen tại New York. Liên Hợp Quốc và Quỹ Liên Hợp Quốc cũng đã tổ chức các nghi lễ và lễ kỷ niệm.
2014 Năm thứ hai của Ngày Quốc tế Hạnh phúc được tiến hành do ca sĩ Pharrell Williams và Quỹ Liên Hợp Quốc với video âm nhạc 24 giờ đầu tiên của thế giới với ca khúc "Happy". Công dân toàn cầu trên toàn thế giới đã được kêu gọi để tạo video âm nhạc của riêng mình với bài hát để tạo 24 giờ video âm nhạc toàn cầu do cộng đồng đóng góp đầu tiên.
2015 Năm thứ ba của Ngày Quốc tế Hạnh phúc được cử hành do Pharrell Williams, Liên Hợp Quốc và Quỹ Liên Hợp Quốc trong chiến dịch toàn cầu khác. Pharrell Williams thực hiện một bài phát biểu tại Đại hội đồng Liên Hợp Quốc, nơi ông tuyên bố "Hạnh phúc là quyền bẩm sinh của bạn" và yêu cầu hành động về biến đổi khí hậu. Google đã tạo ra một trang web, nơi đã nhận được hơn 3,5 tỷ đóng góp cảm tưởng. Google cũng đã khởi xướng một chiến dịch mà Pharrell sẽ bật lên một cách ngẫu nhiên và nhảy múa trong dịch vụ Google Hangouts (Hội nghị truyền hình).